# 拉塔汉

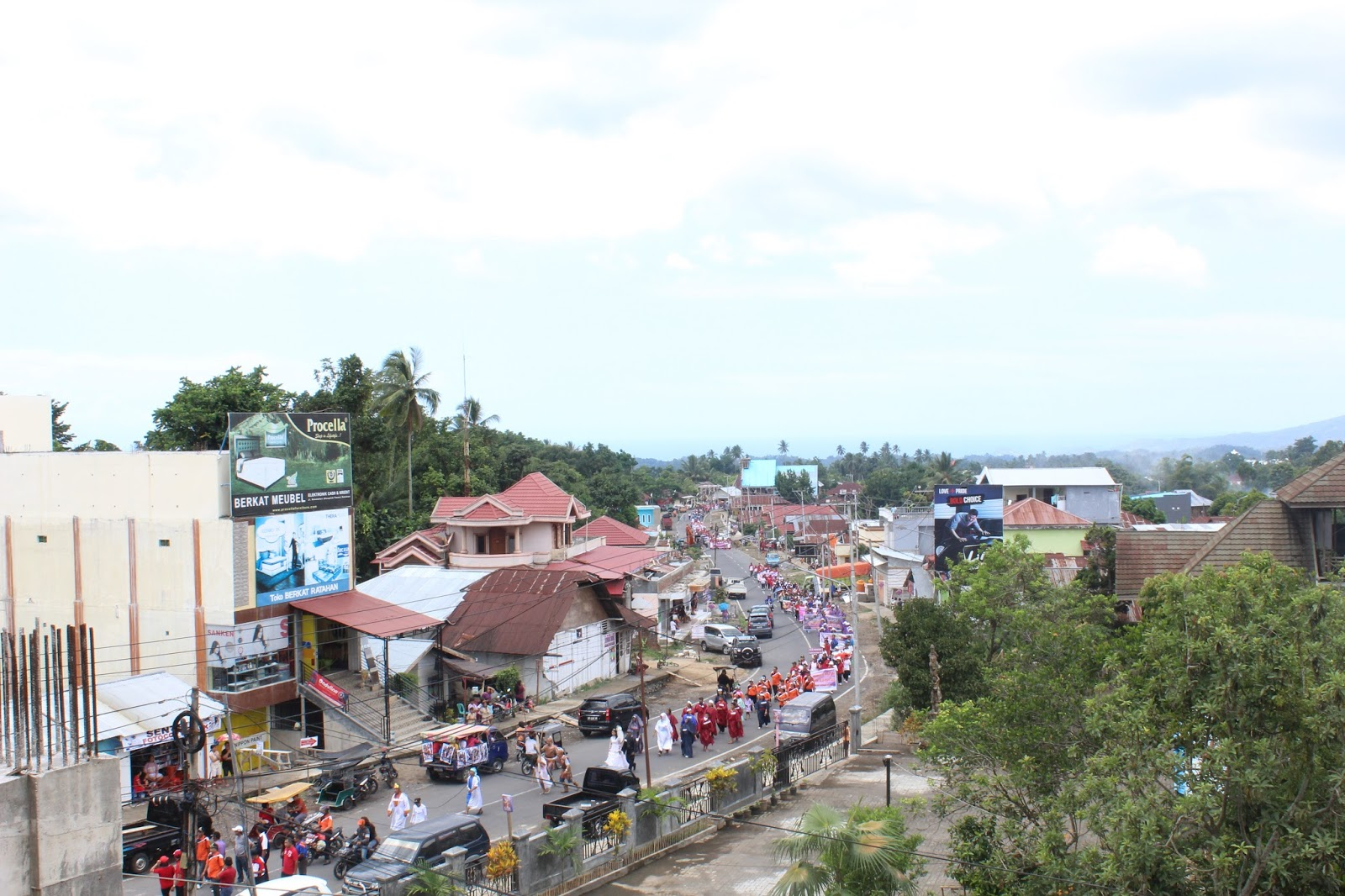
拉塔汉的街道

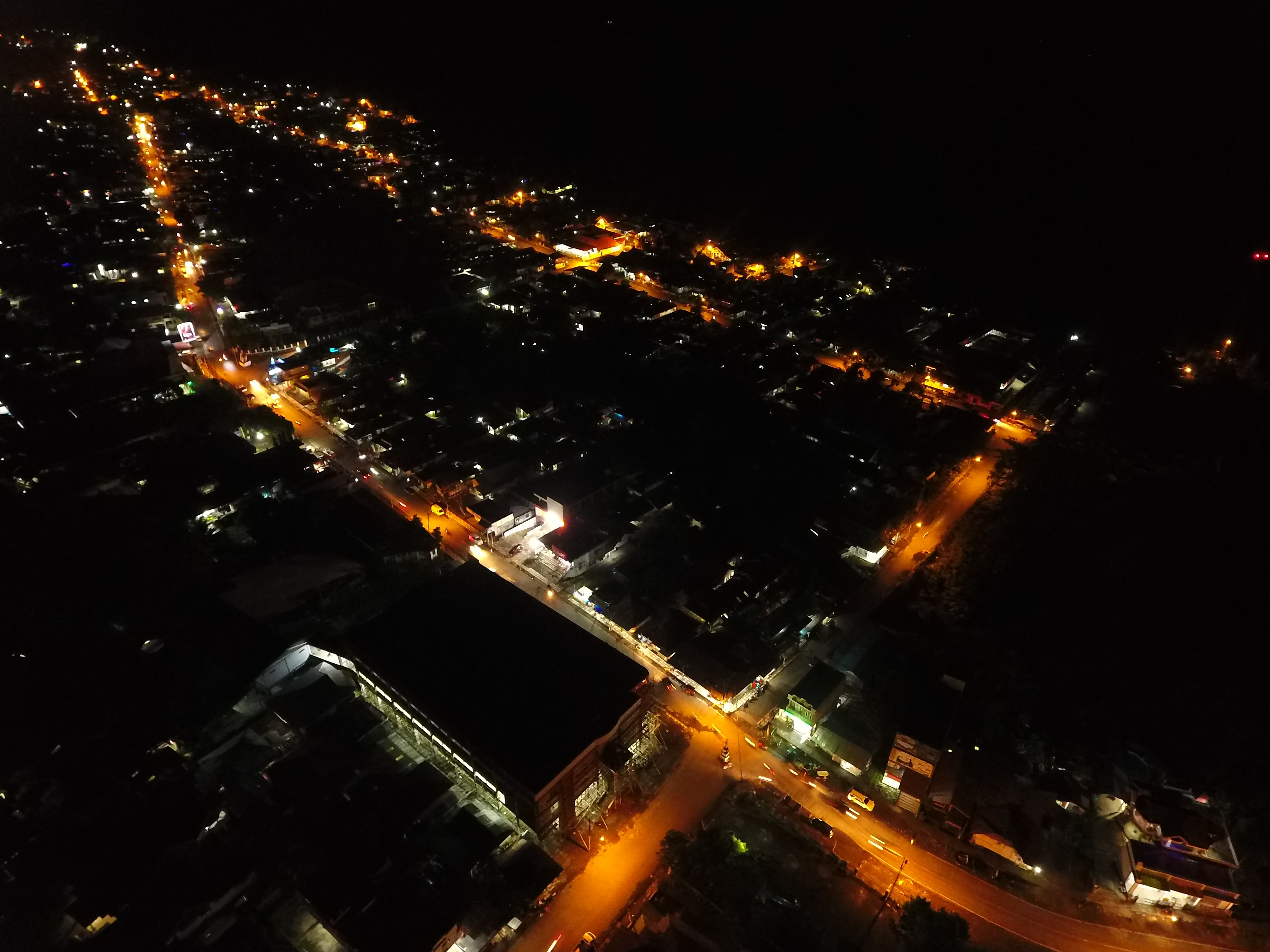
拉塔汉夜景

拉塔汉（Ratahan）是印度尼西亚北苏拉威西省的一个城镇，是东南米纳哈萨县的县治所在，位于苏拉威西岛米纳哈萨半岛东北内陆，北距托莫洪30公里。2010年统计，拉塔汉所在的拉塔汉区（Kecamatan Ratahan）共有12,164人。

## 资料来源
1. ↑  Biro Pusat Statistik, Jakarta, 2011.